# 和泉兼好
和泉兼好（和泉かねよし，4月1日—），日本漫畫家，現居住於伊豆。

## 經歷
1995年以《天使》入圍第36回小学館新人漫畫大賞少女・女性部門，該作品刊登於《別冊少女漫畫》9月號，自此出道
。
2005年作品《戀妹思春期》 獲得第51回小學館漫畫賞少女向部門賞，2015年以《女王之花》再度獲得第60回小學館漫畫賞的少女向部門賞。

## 作品
- 《愛的宣言》、全1冊（長鴻版）、原名《ワイルドで行こう!!》
- 《2/2我和我》、全1冊（長鴻版）、原名《2/2》
- 《老師接招！》、全1冊（長鴻版）、原名《秘密の花園》
- 《摩登女兵》、全1冊（長鴻版）、原名《バクレツ!大和撫子》
- 《灰姑娘奇緣》、全1冊（長鴻版）、原名《シンデレラの鉄ゲタ》
- 《手心的太陽》、全2冊（長鴻版）原名《手のひらを太陽に》
- 《美眉百分百》、全6冊（長鴻版）；《愛的疑惑》、全6冊（東立版）、原名《ダウト!!》
- 《戀妹思春期》、全9冊（長鴻版）、原名《そんなんじゃねえよ》
- 《二姬愛物語》、全1冊（長鴻版）、原名《二の姫の物語》
- 《型男高中》、全8冊（長鴻版）；《潮男高校》、全8冊（天下版）、原名《メンズ校》
- 《女王之花》、全15冊（長鴻版）、原名《女王の花》
- 《女王の花 青徹外伝》
- 《逆転ギルティ》 （2008年、ベツコミ）
- 《水槽夜曲》 （2017年、月刊フラワーズ）
- 《宮廷游戲》、1-冊（東立版）、原名《コールドゲーム》